# Cámara de Neubauer

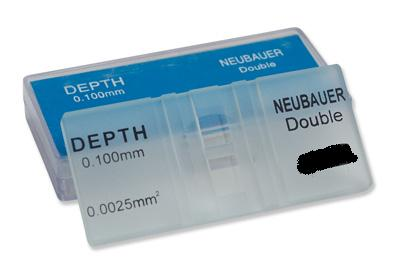
Cámara de Neubauer

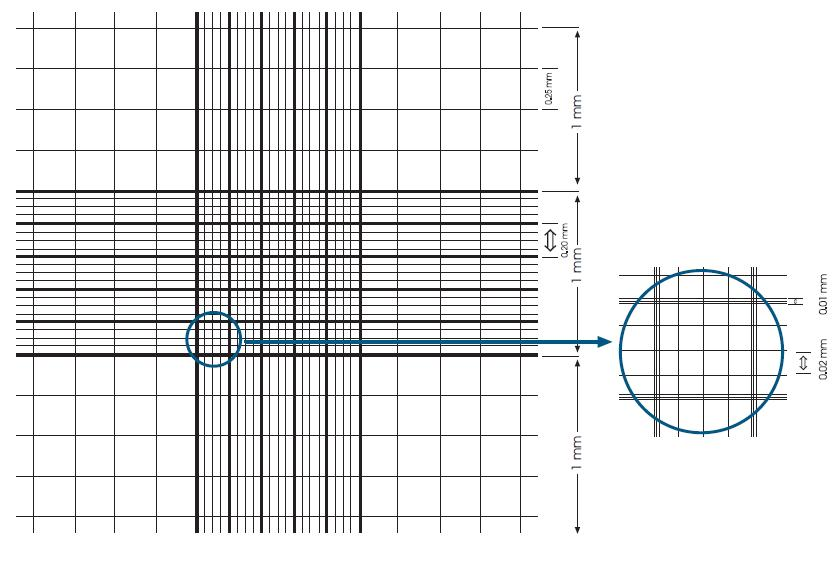
Retículo de Neubauer

Una cámara de Neubauer o hemocitómetro es un instrumento utilizado en medicina y biología para realizar el recuento de esporas y células en un medio líquido, que puede ser; un cultivo celular, sangre, orina, líquido cefalorraquídeo, líquido sinovial, etc.

## Características
Esta cámara de recuento está adaptada al microscopio de campo claro o al de contraste de fases. Se trata de un portaobjetos que tiene dos zonas ligeramente deprimidas en cuyo fondo se ha marcado con la ayuda de un diamante una cuadrícula de dimensiones conocidas. Se cubre la cámara con un cubreobjetos que se adhiere por simple tensión superficial (en especial una vez que se haya añadido la muestra líquida).
Luego se introduce por capilaridad entre la cámara y el cubre, el líquido con las células a contar, generalmente tras una dilución previa; la cámara tiene dos zonas lo que permite hacer dos recuentos simultáneamente. 
Se observa la retícula al microscopio con el aumento adecuado y se cuentan las células.
A partir del número de células contadas, conociendo el volumen de líquido que admite el campo de la retícula, se calcula la concentración de células en la muestra líquida aplicada.
El cálculo de la concentración de células se puede expresar así:
Partículas / μl = (partículas contadas) / [ (superficie contada (mm²)∙profundidad de la cámara (mm) ] ∙ dilución
En la retícula central, la cámara de Neubauer tiene un cuadrado primario que contiene nueve cuadrados secundarios, cada uno de ellos dividido a su vez en 16 cuadrados terciarios. El cuadrado secundario central contiene no 16, sino 25 cuadrados, cada uno de ellos dividido a su vez en 16 cuadrados cuaternarios. En los bordes de este cuadrado central se cuentan los hematíes, utilizando solo los cuadrados de los bordes del terciario central y uno de los centrales. En los secundarios de los bordes superiores e inferiores de la cámara se hace el recuento leucocitario.